# Lieffrans
Lieffrans [ljɛfʁɑ̃] ist eine Gemeinde im französischen Département Haute-Saône in der Region Bourgogne-Franche-Comté.

## Geographie
Lieffrans liegt auf einer Höhe von 239 m über dem Meeresspiegel, etwa 32 Kilometer nördlich der Stadt Besançon (Luftlinie). Das Dorf erstreckt sich im Zentrum des Départements, im Saônebecken, auf einer Anhöhe nördlich der Romaine, am Nordwestrand der Hügellandschaft zwischen Saône und Ognon.
Die Fläche des 4,37 km² großen Gemeindegebiets umfasst einen Abschnitt der leicht gewellten Landschaft südöstlich der Saône. Das gesamte Gebiet wird von einem Plateau eingenommen, das den Höhen von Mailley westlich vorgelagert ist. Es ist aus tertiären Sedimenten aufgebaut und liegt durchschnittlich auf 240 m. Die fruchtbaren Böden werden überwiegend landwirtschaftlich genutzt. Im Norden und Nordwesten gibt es größere Waldflächen. Mit 255 m wird auf der Anhöhe östlich des Dorfes die höchste Erhebung von Lieffrans erreicht.
Nachbargemeinden von Lieffrans sind Neuvelle-lès-la-Charité im Westen und Norden, Grandvelle-et-le-Perrenot im Osten sowie Bourguignon-lès-la-Charité im Süden.

## Geschichte
Im Mittelalter gehörte Lieffrans zur Freigrafschaft Burgund und darin zum Gebiet des Bailliage d’Amont. 1276 kam der Ort an die Grafschaft Vesoul. Zusammen mit der Franche-Comté gelangte Lieffrans mit dem Frieden von Nimwegen 1678 definitiv an Frankreich. Der Abbau von Eisenerz in der nahen Umgebung führte im 18. Jahrhundert zu einer starken Bevölkerungszunahme. Zu einer Gebietsveränderung kam es im Jahr 1801, als das vorher selbständige Lieffrans-le-Petit nach Lieffrans-le-Grand eingemeindet wurde. Später wurde der Gemeindename in Lieffrans geändert.

## Bevölkerung
| Jahr                       | 1962 | 1968 | 1975 | 1982 | 1990 | 1999 |
| Einwohner                  | 44   | 46   | 34   | 25   | 35   | 48   |
| Quellen: Cassini und INSEE |      |      |      |      |      |      |

Mit 50 Einwohnern (2005) gehört Lieffrans zu den kleinsten Gemeinden des Département Haute-Saône. Nachdem die Einwohnerzahl in der ersten Hälfte des 20. Jahrhunderts deutlich abgenommen hatte (1881 wurden noch 122 Personen gezählt), wurde seit Beginn der 1980er Jahre wieder ein kontinuierliches Bevölkerungswachstum verzeichnet.

## Wirtschaft und Infrastruktur
Lieffrans war bis weit ins 20. Jahrhundert hinein ein vorwiegend durch die Landwirtschaft (Ackerbau, Obstbau und Viehzucht) und die Forstwirtschaft geprägtes Dorf. Außerhalb des primären Sektors gibt es nur wenige Arbeitsplätze im Dorf. Einige Erwerbstätige sind auch Wegpendler, die in den größeren Ortschaften der Umgebung ihrer Arbeit nachgehen.
Die Ortschaft liegt abseits der größeren Durchgangsachsen, ist aber von der Hauptstraße D474, die von Gray via Gy nach Vesoul führt, leicht erreichbar. Weitere Straßenverbindungen bestehen mit Neuvelle-lès-la-Charité, Le Perrenot und Bourguignon-lès-la-Charité.